# Гарбуз (плід)

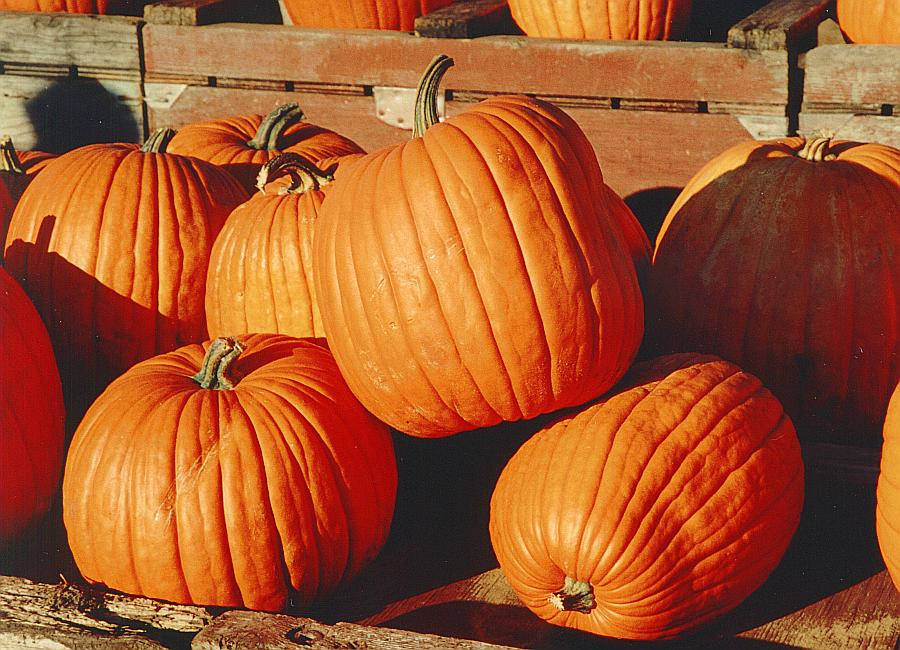
Гарбузи

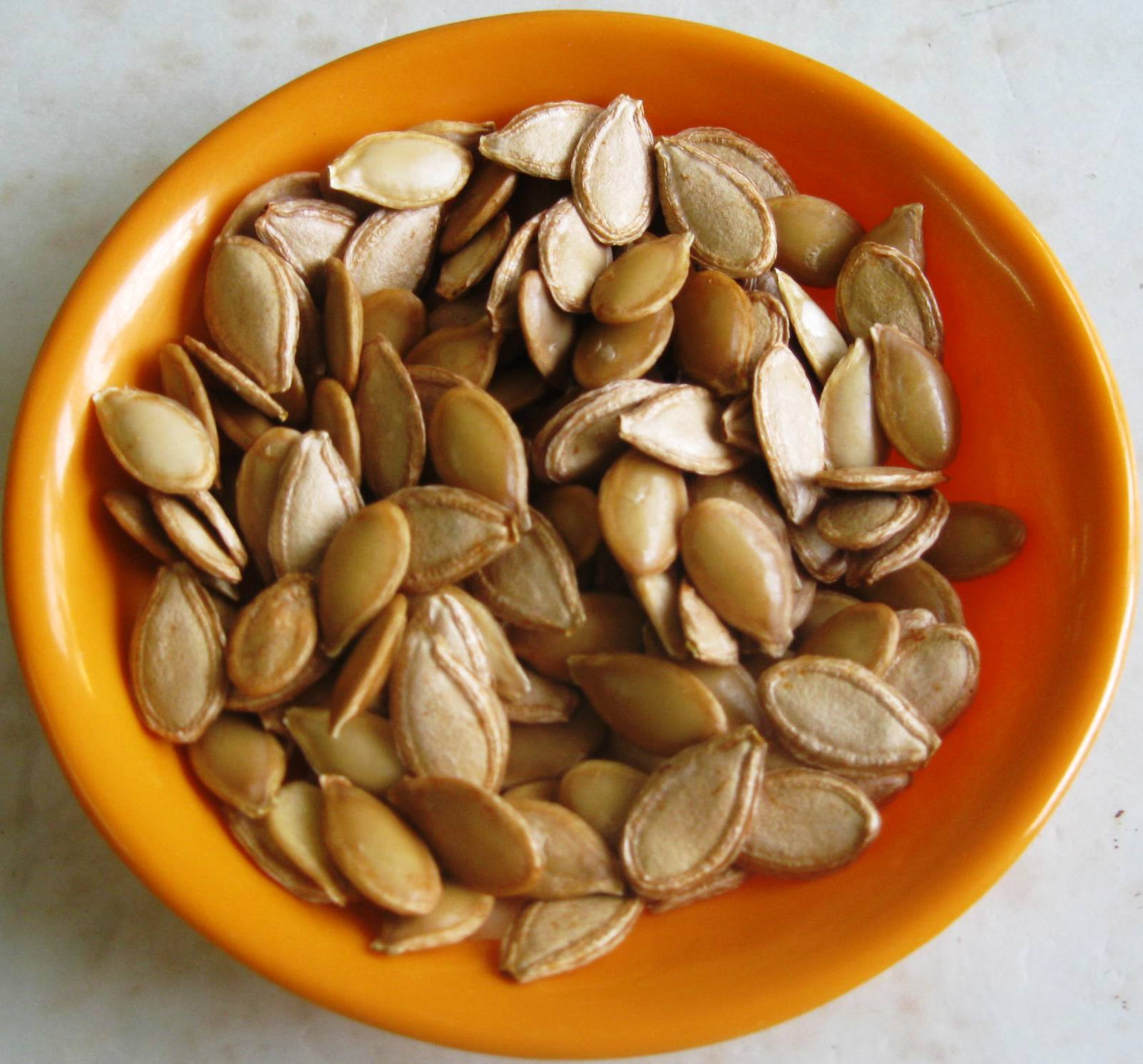
Гарбуз насіння (дозрілі)

Гарбуз — загальна назва плодів деяких культивованих видів роду Гарбузові (Cucurbita): Cucurbita argyrosperma C.Huber, Cucurbita ficifolia Bouché, Cucurbita maximaDuchesne, Cucurbita moschata Duchesne и Cucurbita pepo L..
Поряд з кукурудзою гарбуз є однією із найстаріших культур Західної півкулі. Батьківщиною є центральна Мексика. В цих місцях гарбуз почали вирощувати ще 8000—7000 років тому. Корінні американські племена сушили або жарили на відкритому вогні шматочки гарбуза і споживали їх. В Європу насіння рослин було завезено Христофором Колумбом, однак гарбуз отримав визнання як харчова культура тільки у XVII столітті.
Гарбуз є джерелом клітковини, вітаміну A, вітамінів групи B, калію, білків і заліза. Окрім цього плоди використовуються для декору (Ліхтар Джека).